# Aufstand der Sokehs
Der Aufstand der Sokehs begann am 18. Oktober 1910 auf der zu den Karolinen gehörigen Insel Pohnpei, zu der Zeit als Ponape Teil Deutsch-Neuguineas, und war eine Rebellion gegen die dortige deutsche Kolonialherrschaft.

## Vorgeschichte
Pohnpei war mit dem Deutsch-Spanischen Vertrag von 1899 durch Verkauf in deutschen Besitz übergegangen und Sitz des Bezirks Ponape. Zu dieser Zeit lebten ungefähr 3000 Menschen auf der Insel. Als der deutsche Vizegouverneur Victor Berg 1907 verstarb, nahm einer seiner Nachfolger, der Bezirksamtmann Georg Fritz, eine umfangreiche Umorganisation des bis dahin existierenden Lehnswesens auf der Insel vor. Das Landeigentum war bis dahin die ausschließliche Domäne der Häuptlinge, die ihren Stammesmitgliedern gemeinsame Parzellen zugeteilt hatten. Der Grundbesitz ging nun von den bisherigen Lehnsherren an die Stammesmitglieder über, die die Flächen tatsächlich bewirtschaftet hatten. Pachtzahlungen oder Ähnliches wurden dafür nicht fällig. Allerdings mussten alle männlichen Einwohner im Alter von 16 bis 45 Jahren insgesamt 15 Tage jährlich in einen Arbeitsdienst der deutschen Kolonialadministration treten. Die bisherigen Lehnsherren erhielten eine Befreiung von dieser Dienstpflicht sowie eine Entschädigung.
Die Änderungen provozierten umfangreichen Widerstand, der jedoch durch das Eintreffen der Jaguar am 25. November 1908 mit einer Polizeitruppe zunächst abebbte.
Im Oktober 1909 ernannte das Reichskolonialamt den Regierungsrat Gustav Boeder zum neuen Vizegouverneur auf Pohnpei. Boeder, der bereits in Deutsch-Togo Erfahrungen in der Kolonialverwaltung gesammelt hatte und für sein rücksichtsloses und brutales Vorgehen berüchtigt war, wollte das neue System unnachgiebig durchsetzen, während sein Amtsvorgänger Fritz zuvor noch auf Verhandlungen gesetzt hatte.

## Ausbruch des Aufstands
Am 16. Oktober 1910 erließ Boeder Anweisungen für forcierte Straßenbauarbeiten unter harten Leistungsanforderungen der Zwangsverpflichteten sowie unter Androhung schwerer Strafen bei Nichtbefolgung. Die Aufsicht über die Arbeiten lag bei zwei deutschen Aufsehern und dem lokalen Häuptling Samuel, der den Rang eines Sou Madau (deutsch Meister des Ozeans, englisch Master of the Ocean) bekleidete. Als am 19. Oktober beim Bau einer Straße auf Dschokadsch (6° 58′ N, 158° 11′ O), einer kleinen, nördlich von Ponape gelegenen Insel, ein junger Sokeh sich den Weisungen eines Aufsehers widersetzte und deshalb bestraft wurde, legten die Sokeh am nächsten Tag die Arbeit nieder. Initiiert wurde der Streik von dem lokalen Häuptling Jomatau. Als Boeder die Widerspenstigen vor Ort „zur Räson“ bringen wollte, wurden er, sein Sekretär, die beiden Aufseher und vier einheimische Bootsruderer von den Sokeh-Arbeitern erschossen oder erschlagen.

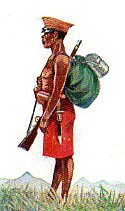
Polizeisoldat der Polizeitruppe Deutsch-Neuguinea um 1910, feldmarschmäßig in Sommeruniform. Zeitgenössische Darstellung

Die übrigen Deutschen auf Pohnpei flüchteten daraufhin nach Kolonia und verschanzten sich dort zusammen mit den Polizeisoldaten der Polizeitruppe Deutsch-Neuguinea und weiteren ca. 400 einheimischen Kriegern, die treu zur Kolonialverwaltung standen. Allerdings gab es in der Folge keinen Angriff der Aufständischen auf die Stadt.

### Deutsche Gegenmaßnahmen
Am 26. November gelang es den Eingeschlossenen, Kontakt zur Außenwelt herzustellen, als der Dampfer Germania der Jaluit-Gesellschaft planmäßig Pohnpei anlief und nach nur zwei Stunden Aufenthalt nach Rabaul, dem Hauptort der Kolonie Deutsch-Neuguinea, weiterfuhr. Die Germania kehrte am 5. Dezember mit 68 weiteren melanesischen Polizeisoldaten unter dem Kommando des Oberleutnants zur See Edgar von Spiegel nach Pohnpei zurück. Ihr folgte am 13. Dezember der Dampfer Star mit noch einmal 70 Polizeisoldaten  und am 19. Dezember der Kleine Kreuzer Cormoran mit seiner Artilleriebewaffnung. Die Germania fuhr kurz darauf zunächst nach Yap weiter, um dort mittels der Kabelverbindung Kontakt mit dem Deutschen Reich herzustellen. In der Antwort, die am 28. Dezember eintraf, wurde die Entsendung der Kreuzer Emden und Nürnberg zugesagt.
Die etwa 250 aufständischen Sokehs, die mit Remington- und Winchester-Gewehren und Revolvern bewaffnet waren, hatten sich auf ein felsiges Gebiet auf Dschokadsch zurückgezogen. Am 3. Januar 1911 traf das Vermessungsschiff Planet ein und half bei der Vermessung und Erkundung möglicher Landeplätze um die Insel herum. Die Zwischenzeit wurde weiterhin genutzt, um die Polizeisoldaten militärisch auszubilden. Der Schoner Orion der Jaluit-Gesellschaft wurde ab dem 7. Januar durch die Kolonialregierung beschlagnahmt, und leicht bewaffnet als Wachschiff eingesetzt. Bereits am 4. Januar war die Nürnberg mit dem neuen Bezirksamtmann für Ponape Hermann Kersting in Yap eingetroffen und traf mit der Emden unter dem Kommando von Waldemar Vollerthun in Truk zusammen, um die weitere Lage zu besprechen und den Einsatz zu planen. In der Folge setzten beide Schiffe ihre Reise nach Pohnpei fort und trafen am Morgen des 10. Januar dort ein. Vollerthun übernahm als dienstältester Offizier das Kommando über alle dortigen Truppen.

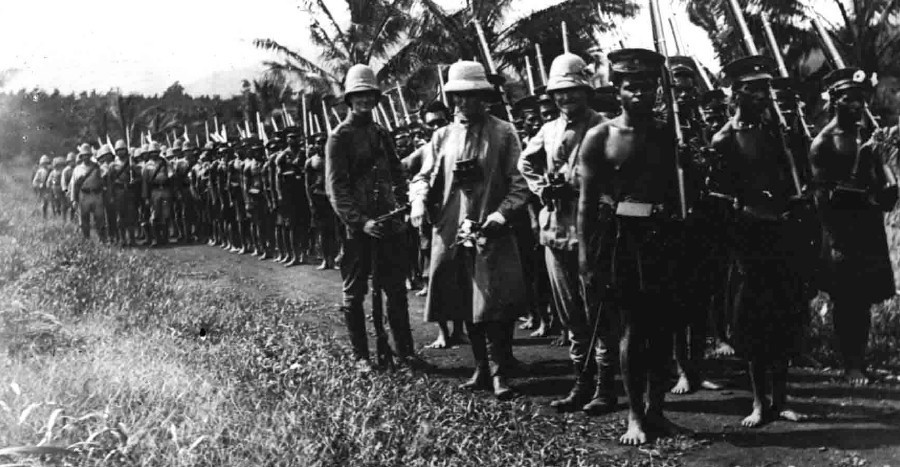
Kolonne melanesischer Polizeisoldaten zur Bekämpfung des Sokehs-Aufstands.

Am 13. Januar wurde der Angriff auf Dschokadsch schließlich mit der Beschießung der Insel durch die deutschen Schiffe eingeleitet. Es folgte ein Angriff des Landungskorps von der Nürnberg auf das Hochplateau. Bis Ende Januar wurden weite Teile der Insel Dschokatsch nach Aufständischen abgesucht, ohne jedoch die Anführer und deren Kerntruppe ausfindig machen zu können. In der Zwischenzeit mussten die deutschen Schiffe aus Tsingtau mit Kohle und weiterem Nachschub versorgt werden.

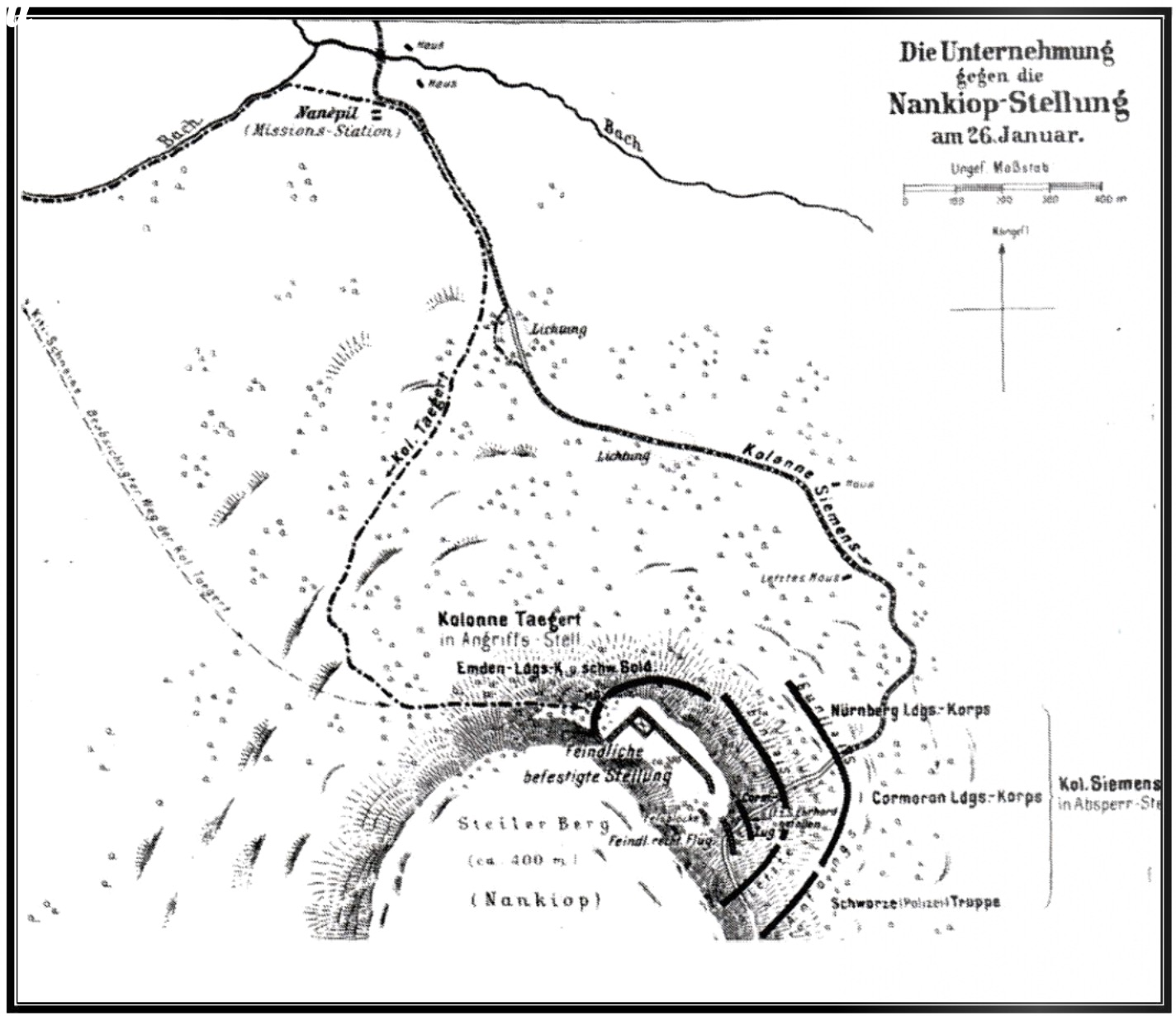
Karte der Unternehmung gegen Nankiop am 26. Januar 1911.

Ende Januar erhielten die Deutschen die Nachricht, dass die Anführer mit etwa 100 verbliebenen Aufständischen den Hügel Nankiop besetzt und stark ausgebaut hatten. Am 26. Januar erfolgte der deutsche Angriff auf die Stellung von zwei Seiten mit einem Landungskorps der Emden und einem von Nürnberg und Cormoran jeweils unterstützt von Polizeisoldaten. Beim Sturm auf die Stellung gab es mehrere Tote auf deutscher Seite, die Gegner konnten allerdings erneut entkommen. Die Sokehs gingen zu einer Guerillataktik über, die Deutschen unter Führung von Hermann Kersting, dem neu ernannten Vize-Gouverneur, reagierten mit einer Taktik der verbrannten Erde mit dem Abholzen des unübersichtlichen Geländes, der Einäscherung mehrerer Dörfer und dem Abernten der Felder. Diese Taktik zeigte offenbar Wirkung, sodass sich Anfang Februar eine zunehmende Anzahl der Rebellen ergab. Am 13. Februar ergaben sich dann auch Sou Madau Samuel und Jomatau mit ihren verbliebenen Anhängern und den übrigen Waffen und Munition.

## Nachwirkungen
Ein aus dem Kommandanten der Planet und einem Vertreter der Zivilverwaltung auf Ponape gebildetes Gericht verurteilte am 23. Februar die an den Ermordungen vom 18. Oktober 1910 beteiligten 15 Sokehs zum Tod, darunter auch Samuel und Jomatau. Weitere Urteile für andere Beschuldigte lauteten auf Zwangsarbeit oder Deportation.
Die Todesurteile wurden am folgenden Tag durch die melanesische Polizeitruppe vollstreckt.
Die deutschen Kriegsschiffe verließen in der Folge bis zum 1. März Pohnpei, bereits am 26. Februar war SMS Condor eingetroffen, um die Überwachung der Insel fortzusetzen.
Die Deportation der ersten 172 Gefangenen auf die Insel Yap führte das Versorgungsschiff Titania durch, in der Folge wurden zwei nach Yap verbrachte Sokehs erschossen. Der Aufstand kostete insgesamt 35 Menschenleben.
Die Grabstelle der 15 Sokehs auf Pohnpei gilt heute als Denkmal (6° 58′ 10″ N, 158° 12′ 17,5″ O). Die Grabstätte bestand 1976 nur aus einem Felsen und zwei Betelnusspalmen, die das ansonsten von Unkraut überwucherte, 5 × 5 m große Grab markierten. Sie wurde 1999 (nach der Unabhängigkeit der Föderierten Staaten von Mikronesien 1986/1991) als nationales Denkmal wiederhergestellt. Die restlichen Sokehs, etwa 450, wurden nach Babelthuap exiliert, ihr Grundbesitz verstaatlicht, und die Männer mussten in den Phosphat-Minen auf Angaur Zwangsarbeit leisten. Nach dem Ende Deutsch-Neuguineas konnten die Sokehs wieder nach Ponape zurückkehren.
In den 1980er Jahren wurde der Todestag des Anführers Soumadau en Sokehs von der Regierung von Pohnpei zum Feiertag erklärt.

## Galerie

Deutsche Marine im Sokeh-Aufstand
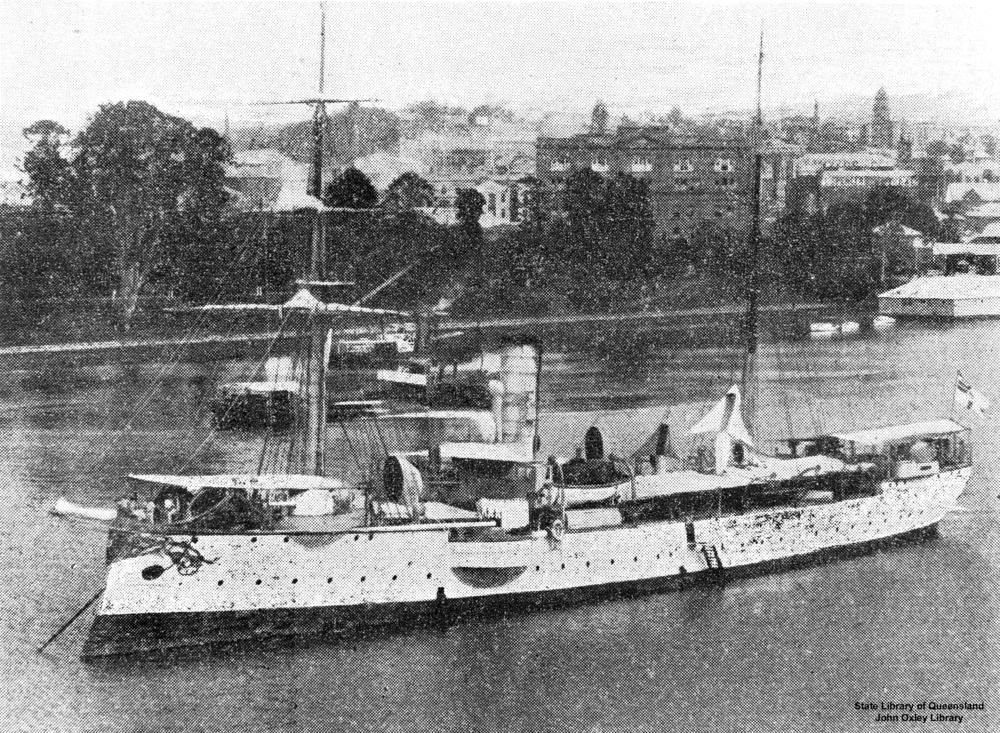
Die Cormoran
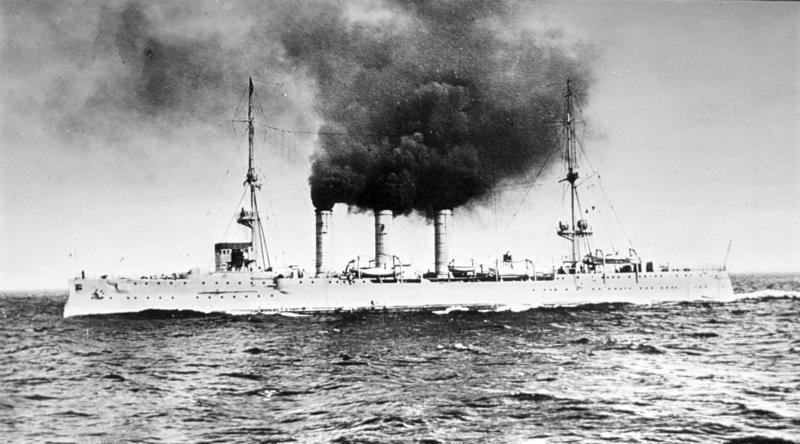
Die Emden
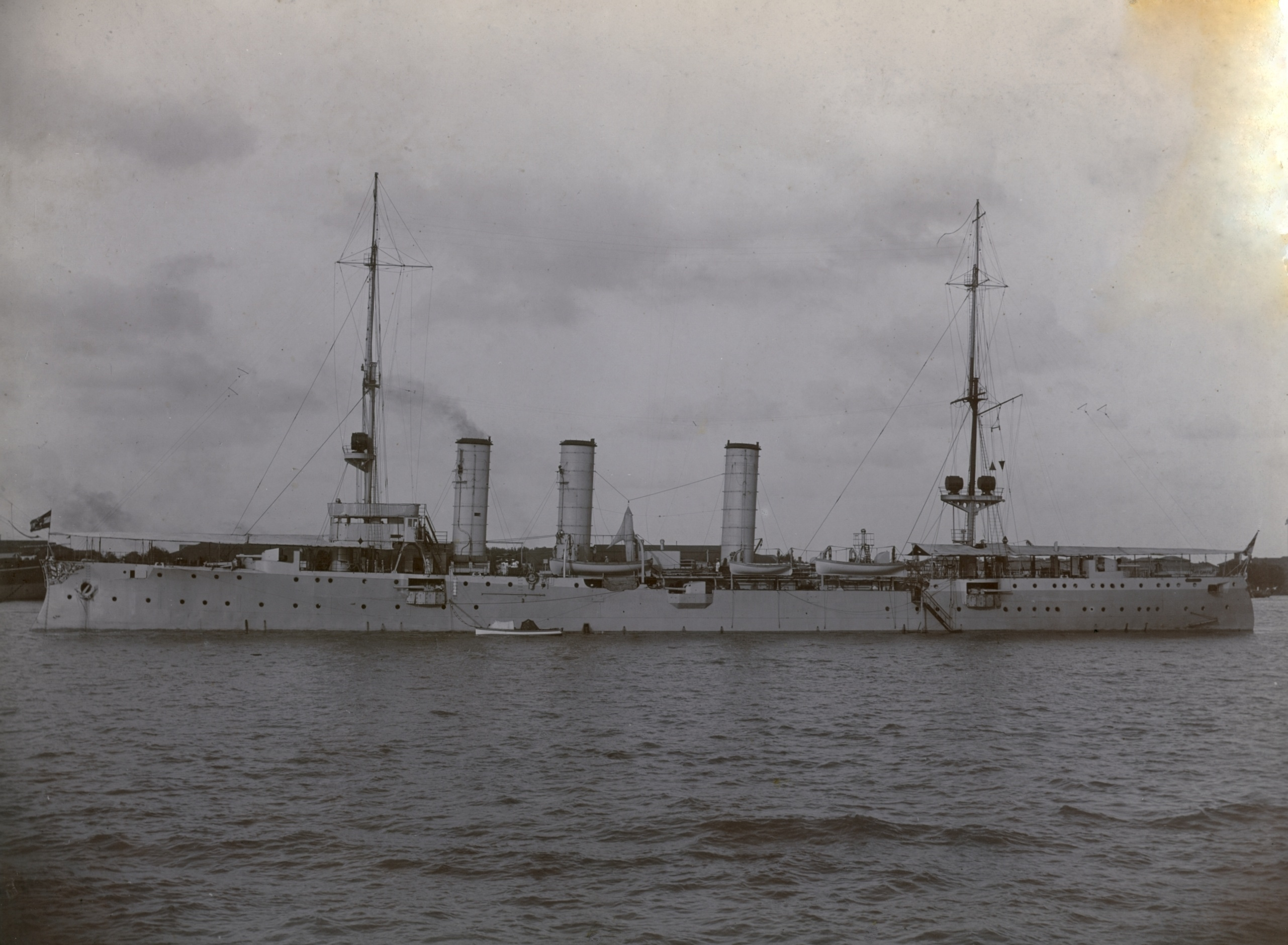
Die Nürnberg
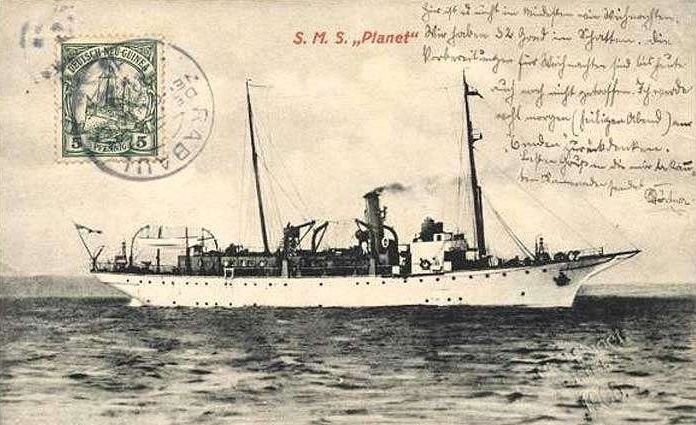
Die Planet